# 広瀬未来
広瀬 未来（ひろせ みく、2月3日 - ）は、フリーの女性ナレーター。2008年までゆーりんプロに所属していた。
フリー転向後、最近はドキュメンタリーなどの番組でも活躍している。神奈川県出身。

## 人物
- 星座：みずがめ座[1]
- 趣味：美食隠れ家探検・写真・旅行・ゴルフ・スポーツ観戦

## ナレーション
テレビ番組
- バットに思いを込めた夏〜第22回世界少年野球大会〜（NHK Eテレ）[3]
- TVシンポジウム〜がんサバイバーの時代〜（NHK Eテレ）[3]
- TOMORROW beyond 3.11（NHK BS1）[3]
- 報道ステーション いじめ特集（テレビ朝日）[1]
- 報道発ドキュメンタリ宣言（テレビ朝日）
- 報道の魂〜寺山修司没後30年 寺山演劇復活の理由」（TBS）[3]
- タイノッチ（TBS） - 天の声[1]
- サキドリ!（BS-TBS）[3]
- 世界カヤック紀行〜アイルランド・アラン諸島の旅（BS-TBS）[3]
- ヒットリサーチ（BS-TBS）[1]
- 迷宮TRANOVEL〜宮沢賢治・銀河鉄道の夜〜（BS日テレ）[3]
- 境 自転車紀行〜茂山宗彦が走る、自転車のまち（BS11・GAORA）[1]
- bjリーグスペシャル〜仙台89ERS 再生の願い〜（GAORA）[1]
- McountdownTOP10 （Mnet）レギュラー[1]
- SMAP×SMAP （フジテレビ・関西テレビ） - 「スマデパート」 呼び出しコーナーレギュラー[1]
- 横浜開港150周年〜映像で綴る横浜の歴史〜氷川丸・長い旅路（イッツ・コミュニケーションズほか）
- 横浜ミストリー〜幻のカスケードビール〜（iTSCOM・YOUテレビほか）
- 食と旅のフーディーズTV - 番宣レギュラー[3]

テレビCM
- サンリオピューロランド
- ニトリ
- イトーヨーカドー[1]
- 日本歯科医師会[2]
- 東京都美術館 四川文明展[1]

ラジオCM
- つじあやの 新譜紹介[2]
- 日本海事広報協会「海の日全国キャンペーン」
- トヨタ東京カローラ[2]

ビデオパッケージ
- 三菱商事[1] 復興支援レポートショートムービー
- 横浜開国博Y150「横浜18物語」
- JICA[1] 「夢と希望を運んだ船〜移民船での暮らし〜」・「海外移住資料館」
- さいたま市青少年宇宙科学館 全天周映画「世界遺産〜ブナ林の秘密」[2]
- ニュージーランド観光局[1] 観光案内
- 日産 福祉車両[2]
- 静岡県[1] 優良運転者講習用ビデオ

教材
- 学研 中学受験・社会科の鉄人シリーズ / ハイパー算数 / 道徳「みんなの朗読」 / 中学校社会科ビデオ教材[1]
- 学校図書 小学校音楽聞き取りテスト[1]
- 企業e-ラーニング教材 多数[1]

## ボイスオーバー
- ブラマーヨ家のミミヨリーナ宮殿[1]（日本テレビ）
- 世界カルチャーサミット[1]（日本テレビ）
- 元祖あばれ寿司[1]（日本テレビ）
- ワールド井戸端会議[1]（TBS）

## キャスター
- NEWS KITA （北ケーブルネットワーク） レギュラー
- デイリー大田（JCN大田） レギュラー

## MC
- 全日本卓球選手権大会[3] 2011・2012
- 大田区花火の祭典[1]（JCN大田）
- 羽田神輿渡御[1]（JCN大田）
- 日本ボディボード協会 イベント「POWER BOADERS NIGHT」

## 吹替
- サンドゥ、学校へ行こう![1]（日本テレビ） レギュラー
- NODDY（キッズステーション）スキットル役 レギュラー[3]
- アニマル・レスキュー・キッズ（NHK）[2]
- シカゴ・ホープ（TBS）[2]

ラジオ番組
- Aoyama plaっと street!
- 藤沢市広報番組「ハミング藤沢」[2]
- ニュース・天気予報・交通情報

## 語り
舞台公演、サロン朗読会、小学校での読み聞かせなど多数